# چلچله رودخانه‌ای
چلچله رودخانه‌ای (نام علمی: Riparia riparia) نام یک گونه از تیره پرستویان است.